# Pozantı
Pozantı (de vegades Bozanti) és una ciutat de Turquia, capital del districte homònim, situada a la província d'Adana. Fou la clàssica Pondandos o Podandus que apareix també com Pendonsis o Pendosis. Els àrabs la van anomenar al-Badhandhun (Badandun o Budandun). A 'edat mitjana apareix amb els noms de Podando, Poduando, Opodanda, Botentron, Bothentrot i altres. És a 13 km del famós coll de les muntanyes del Taure conegut com a Portes Cilícies (o Portes de Cilícia, llatí Pylae Ciliciae, àrab Darbd al-Salama, turc Külek Bogazi).
Fou una fortalesa romana d'Orient de gran importància als segles vii i viii. Depenia de l'estrateg de Capadòcia però després va tenir governador autònom. A aquesta ciutat va morir el califa al-Mamun en el curs d'una campanya contra els romans d'Orient (833). Després de la batalla de Mantziciert del 1071, va caure en mans dels seljúcides, retornant als romans d'Orient i armenis, passant per un temps als sultans de Rum; va passar després als otomans. Al segle xix apareix com a part del kada (districte) de Tars, al sandjak d'Adana. El 1919 fou ocupada pels francesos però evacuada el 1921.